# Sanctuaire faunique de Lanjak-Entimau
Le sanctuaire faunique de Lanjak-Entimau est un parc naturel situé dans le Sarawak en Malaisie. D'une superficie de plus de 200 000 hectares, il s'agit de la plus grande aire protégée du Sarawak. Proposé comme parc national en 1984, le sanctuaire abrite huit types distincts de forêt. Les espèces rares suivantes ont été répertoriées dans le parc : orang-outan, semnopithèque à front blanc, Chat bai.